# Bradfield, South Yorkshire
Bradfield är en civil parish i Sheffield i Storbritannien. Den ligger i grevskapet South Yorkshire och riksdelen England, i den centrala delen av landet, 240 km norr om huvudstaden London.